# Arciconfraternita della Vergine della pietà del Santo Monte

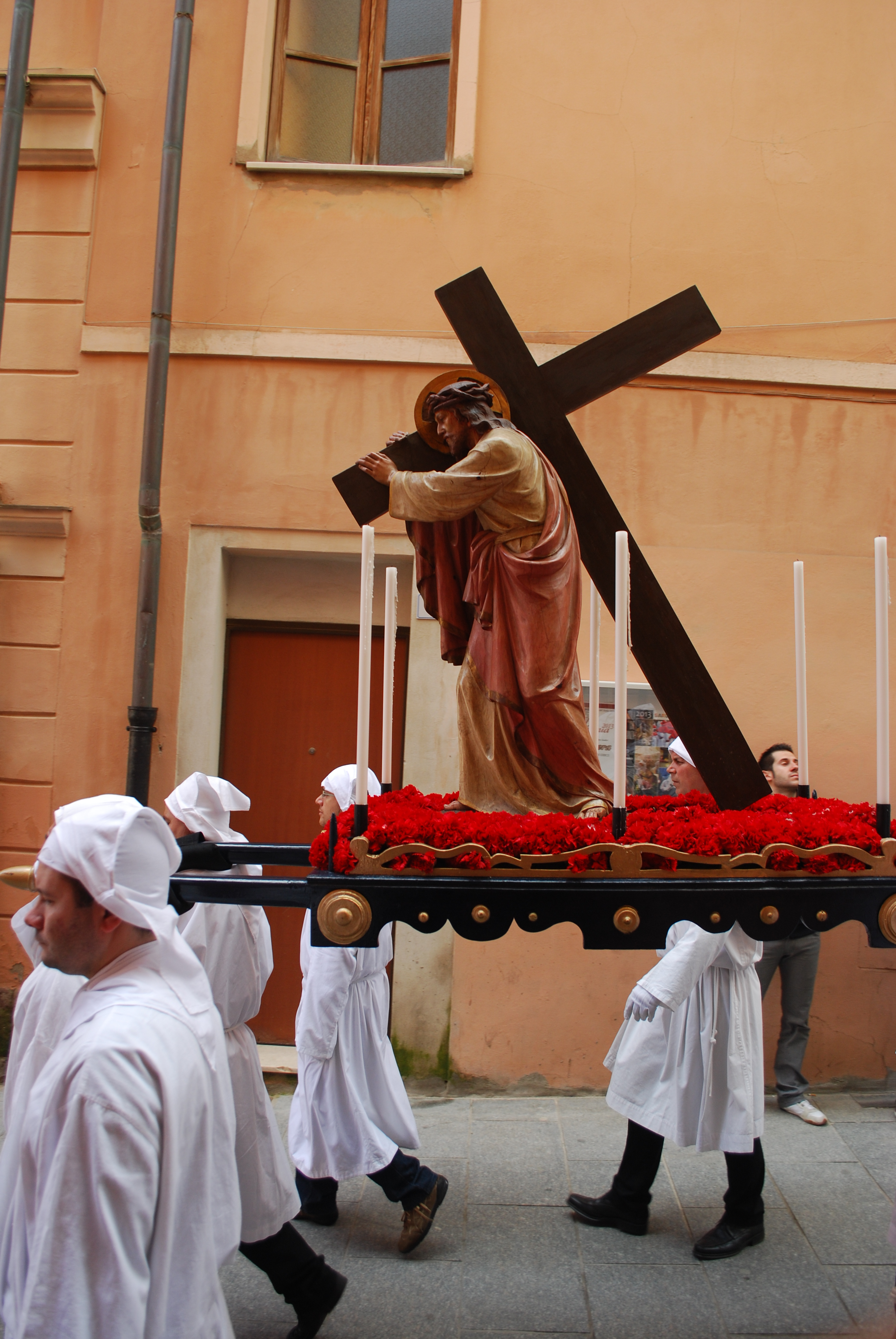
Processione del Monte

L'arciconfraternita della Vergine della pietà del Santo Monte di Iglesias è attiva da cinque secoli come dimostrano le cronache del Seicento, si legge infatti che il 16/11/1616 arriva l'elevazione al rango di Arciconfraternita.
L'attività della stessa si manifestava nei tempi passati come l'assistenza ai condannati a morte ed ai malati oggi invece con l'aiuto alle persone più bisognose che stanno ai margini della società. I "confratelli" che formavano la associazione erano di provenienza nobile e appartenevano alle famiglie più in vista della città.
La gerarchia interna della confraternita è composta da un Conservatore, da un vice Conservatore, un Tesoriere, un Segretario e dal Sacrista Maggiore che hanno funzione di regolare le attività che vengono dirette e realizzate dal Corpo dei Confratelli o "Germani". L'abito di questi ultimi che si apprezza durante i riti è di chiara ispirazione e influenza spagnola, esso è bianco, lungo fino ai piedi e composto da un cappuccio con una visiera abbassata (sa visiera) dove compaiono solamente due fori per gli occhi. 